# Alena Baich
Alena Baich (* 21. November 1973 in Graz) ist eine österreichische Schauspielerin, Musikerin und Vocal Coach.

## Leben
Baich stammt aus einer Musikerfamilie, verbrachte ihre Kindheit und Jugend in Graz, maturierte am Akademischen Gymnasium Graz im humanistischen Zweig und studierte zunächst Sprachen an der Karl-Franzens-Universität Graz und an der Università di Bologna, Italien. Anschließend folgte ein Schauspielstudium in Wien, das sie 2002 absolvierte. Sie erhielt seit ihrem achten Lebensjahr Violinunterricht bei Ulrike Dahnhofer und lernte autodidaktisch Klavier.

## Theater und Film
Alena Baich spielte am Wiener Burgtheater, Akademietheater, KosmosTheater, Stadttheater Wiener Neustadt und gastierte bei den Wiener Festwochen, dem Berliner Theatertreffen, der Ruhrtriennale, dem Edinburgh International Festival, am Théâtre de l’Odéon Paris und am Tschechow-Kunsttheater Moskau. Sie arbeitete unter der Regie von Martin Kušej, Luc Bondy, Peter Zadek, Achim Benning, Ulrich Rasche, Sandra Schüddekopf und anderen. Zu ihren Bühnenpartnern zählten August Diehl, Jutta Lampe, Gert Voss, Johanna Wokalek, Martin Schwab, Ignaz Kirchner, Frank Hoffmann, Regina Fritsch, Karlheinz Hackl, Hilde Dalik u. a. Zudem wirkte sie auch in österreichischen Kino- und TV-Produktionen mit, darunter in Wolfram Paulus’ Tragikomödie „Jeder Mensch braucht ein Geheimnis“ (2009), in „Zwei Affairen und noch mehr Kinder“ (2003), in Peter Kerns politischen Farce „Haider lebt – 1. April 2021“ (2002), sowie in Episodenrollen in „Paul Kemp – Alles kein Problem“ (2011) unter der Regie von Harald Sicheritz oder in der TV-Krimiserie „Kommissar Rex – Ein Toter und ein Baby“ (2004). Als Kabarettistin brachte sie die Solo-Programme „Jugoexport“ und „Co-abhängig“ am Stadttheater Wiener Neustadt heraus.

## Musik
2014 gründete Alena Baich die Balkan-Jazz-Band „Hotel Jugoslavija“, mit der sie als Violinistin und Sängerin in Clubs in Österreich und auf Festivals in Süd- und Südosteuropa auftrat. Musikalische und interdisziplinäre künstlerische Zusammenarbeiten, insbesondere zeitgenössisch-theatrale Cross Over-Projekte mit Musik, Literatur und neuen Medien folgten u. a. mit: Dusha Connection Jazz, Igudesman and Joo, Wolfgang Puschnig, Willi Resetarits und Şivan Perwer.

## Coaching und Supervision
Alena Baich ließ sich am Postgraduate Center der Universität Wien zur Supervisorin (MSc) und vertiefend in New York City, USA zum Vocal Coach ausbilden. Sie berät Personen des öffentlichen Lebens, Kunst- und Kulturschaffende, Ensembles, Teams, Professionals und Führungskräfte im Kunst- und Kulturbereich sowie im Bildungs-, Gesundheits- und sozialen Feld. Zudem ist sie als Sprecherin, Moderatorin, Kulturmanagerin und Stimmbildnerin tätig. Neben ihrer Muttersprache Deutsch und Englisch als Arbeitssprache bei Bedarf spricht Baich auch fließend Französisch, Italienisch, BKS und Neugriechisch.

## Hörspiele (Auswahl)
- 2007: Karin Spielhofer: Mehr Reisen (Mehrsprachige) – Regie: Lucas Cejpek (Original-Hörspiel – ORF)